# سمه (قبيلة)

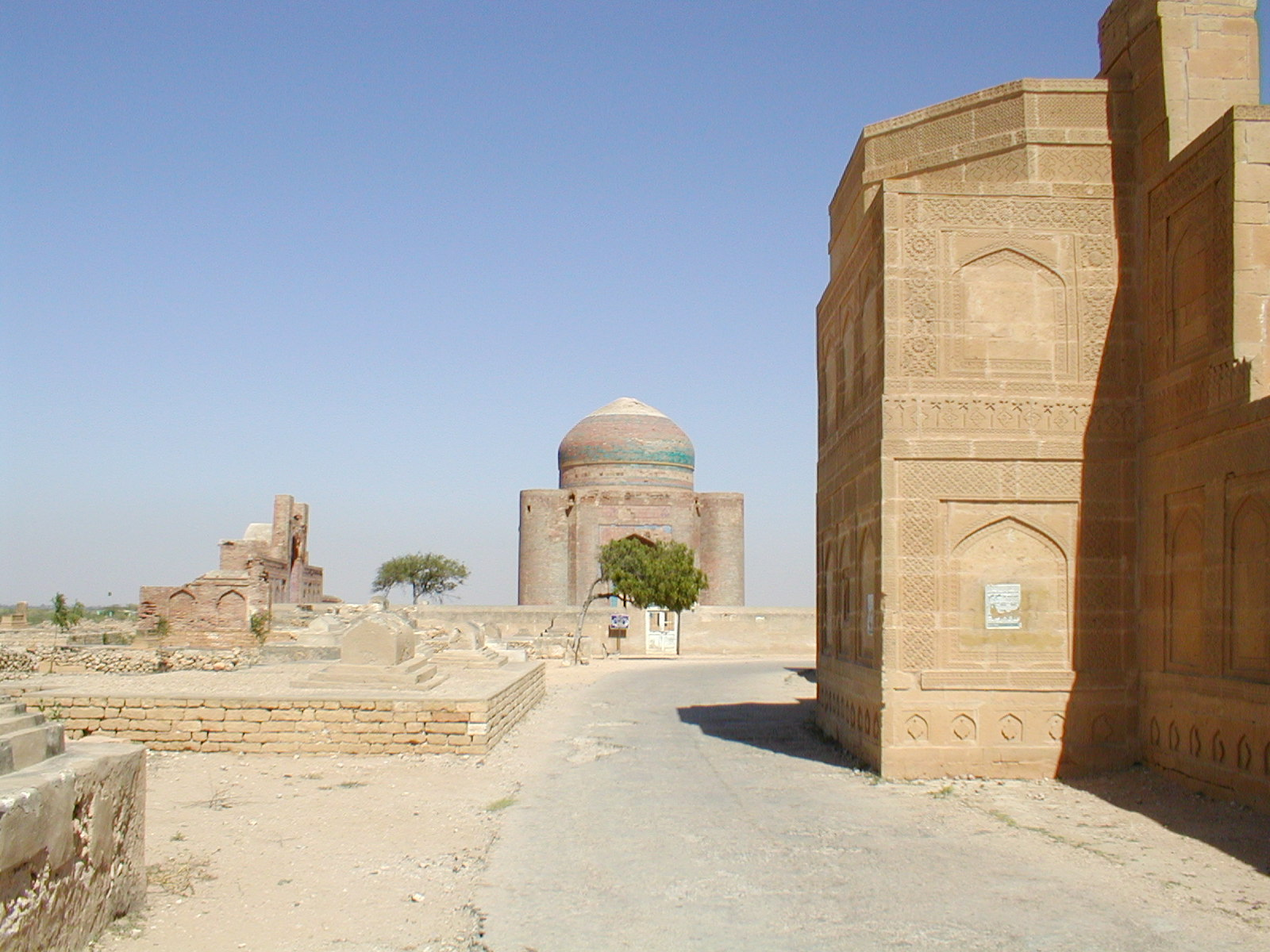

سَمِّه هم عشيرة من السنود الراجبوت المسلمين. حكم السَمَّيون السند، كوتش، البنجاب وبلوشستان. ذكر فرشته (مؤرخ) مجموعتين من زمينداريون (مُلّاك الأراضي) في السند وهما سومرا وسمه. أن مسلمي السنود في كجرات هم مجتمع من السنود راجبوت الذين استقروا في الهند، وهم سمه راجبوت. عائلة سمه هي عائلة كبيرة تضم عدد كبير من العشائر مثل أبرو ، کھڙو، جکرو، کیهر، جونيجو، هنغورا،هينغورجا، سامِجو، هالايبوترا، رويما.

## روابط خارجية
- Samma